# PGC 1463102
LEDA/PGC 1463102 ist eine Radiogalaxie im Sternbild Widder am Nordsternhimmel. Sie ist schätzungsweise 174 Millionen Lichtjahre von der Milchstraße entfernt. Vom Sonnensystem aus entfernt sich das Objekt mit einer errechneten Radialgeschwindigkeit von näherungsweise 3.800 Kilometern pro Sekunde.
Im selben Himmelsareal befinden sich unter anderem die Galaxien NGC 871, PGC 90603, PGC 1463600, PGC 1468893.